# Херманссон, Карл-Хенрик
Карл-Хенрик Херманссон (швед. Carl-Henrik "C.-H." Hermansson; 14 декабря 1917, Болльнес, Швеция — 26 июля 2016, Стокгольм, Швеция) — шведский политический деятель, председатель Коммунистической партии Швеции (Левой партии — коммунисты) (1964—1975).

## Биография
В 1940 г. окончил факультет общественных наук Стокгольмского университета, магистр политических наук. В гимназические годы работал в организации Социал-демократического союза молодёжи Швеции в г. Сундсвалль. С 1941 г. член Коммунистической партии Швеции (КПШ). С 1946 г. член ЦК и Политбюро ЦК КПШ (с 1964 г. — соответственно — правления и исполкома).
В 1946—1957 гг. — главный редактор теоретического журнала КПШ «Вор тид» ('Vor tid'), а в 1959—1962 гг. — газеты «Ню даг» ('Ny dag'). В 1953—1961 гг. — секретарь ЦК КПШ по пропаганде.
В 1964—1967 гг. — председатель КПШ, а после ее переименования в 1967 г. — председатель Левой партии — коммунисты до 1975 г.
В начальный период своего пребывания в руководстве КПШ до Венгерских событий (1956), как и вся партия, был верен Советскому Союзу и его руководству. Участвовал в церемонии похорон И. В. Сталина 9 марта 1953 г. в Москве, где произнес речь, о которой позже сожалел, назвав ее «невежественной и глупой».
Впоследствии встал на позиции сторонником еврокоммунизма, по ряду позиций критиковал руководство Советского Союза. На партийном съезде в 1967 г. по его инициативе было принято решение, что международная солидарность будет ограничиваться не только коммунистическими партиями, но и всеми движениями, партиями и группами, которые в разных странах борются за мир, национальную независимость, свободу и социализм. Это также означало взаимодействие с левыми социалистическими партиями, такими как Социал-демократическая рабочая партия Швеции.
Во время ввода войск в Чехословакию (1968) потребовал немедленно  заморозить дипломатические отношения Швеции с Советским Союзом. Однако два года спустя смягчил позицию и шведские коммунисты приняли участие в очередном съезде КПЧ.
Проявил большой интерес к экономической политике и конкретным отношениям собственности в шведском бизнес-сообществе, о чем он пишет в книге «Монополия и большие финансы — 15 семей» (1965). Одним из первых деятелей коммунистического движения предложил более широкое понимание концепции класса и считал, например, что растущая группа государственных служащих была частью рабочего класса в широком смысле, и что это должно влиять на левые стратегии и риторику.
В 1963—1985 гг. — депутат риксдага.
Автор работ по экономическим и политическим вопросам.

## Сочинения

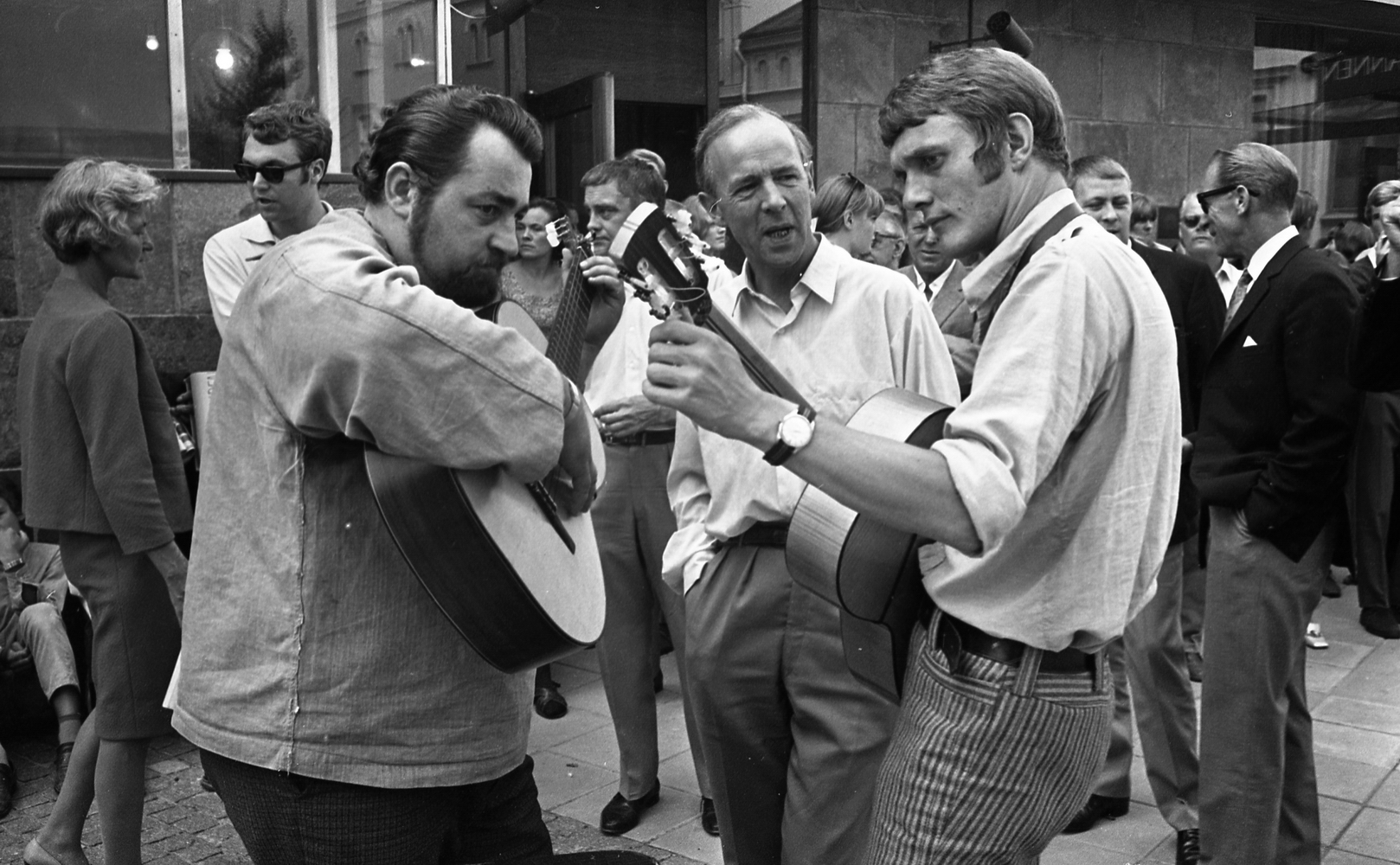
К.-Х. Херманссон (по центру) с Корнелисом Вресвиком в 1968 году

- «Монополистическая капиталистическая Швеция» (1943)
- «Концентрация производства в Швеции» (1959)
- «Монополия и большие финансы» (1962)
- «Монополия и большие финансы — 15 семей» (1965)
- «Дорога влево» (1965)
- «За социализм» (1974)
- «Коммунисты. Книга первая» (1977)
- «Капиталисты I. Монополия» (1979)
- «Коммунисты. Книга вторая» (1980)
- «Капиталисты II. Большие финансы» (1981)
- «Социализм по-шведски» (1983)
- «Швеция в сетях империализма» (1986)
- «Собственность и власть. Что будет после 15 семей?» (1989)
- «Власть компаний и власть над компаниями» (2003)

Переведена на русский язык:
- «Концентрация производства в Швеции», пер. с швед., М., 1961.